# Jack McCall
Jack McCall, también conocido como Crooked Nose Jack (1852 o 1853 - 1 de marzo de 1877), fue famoso por ser el asesino de Wild Bill Hickok.

## Biografía

### Primeros años
Jack McCall nació en la década de 1850 en el Condado de Jefferson, Kentucky. Se crio en Kentucky con sus tres hermanas, hasta que viajó al Oeste para convertirse en cazador de búfalos. Sobre 1876 estuvo trabajando en la minería del oro a los alrededores de Deadwood, bajo el seudónimo de Bill Sutherland.

### Asesinato de Hickok
El 2 de agosto de 1876, en el saloon Nuttal & Mann's #10 de Deadwood, McCall disparó a Hickok en la parte de atrás de la cabeza con un revólver double-action del calibre 45, mientras gritaba "¡toma eso!". Hickok, contrariamente a su hábito de sentarse en una esquina para protegerse, estaba sentado de espaldas a la puerta mientras jugaba al poker. Irónicamente, el asesinato fue aparentemente provocado por el resentimiento de McCall, borracho, por un acto de generosidad de Hickok, el cual le ofreció dinero para comer tras haber perdido todo lo que llevaba jugando al poker, aunque es posible que fuera un asesinato por encargo. En el primer juicio, celebrado en Deadwood, McCall declaró que el asesinato era una venganza por la muerte de su hermano, al que Hickok habría matado en Abilene (Kansas). McCall fue encontrado inocente tras dos horas de deliberación de un improvisado jurado reunido en el McDaniel's Theater, por lo que el periódico Black Hills Pioneer publicó:

Should it ever be our misfortune to kill a man... we would simply ask that our trial may take place in some of the mining camps of these hills.

Si alguna vez tuviéramos la desgracia de matar a un hombre, podríamos pedir tranquilamente que nuestro juicio tuviera lugar en alguno de los campamentos mineros que hay por estas colinas.

### Huida y nuevo juicio
Tras esto McCall dejó el pueblo y huyó hacia Wyoming, donde comenzó a alardear sobre cómo había matado a Hickok en un duelo justo. Desafortunadamente para él, las autoridades de Wyoming no reconocieron el veredicto del primer juicio a McCall, ya que se había celebrado en Deadwood, que estaba situado en territorio indio, por lo que se celebró uno nuevo. Al ser Deadwood un asentamiento ilegal sin un tribunal o sistema de cortes legalmente constituido, el tribunal federal de Yankton D.T. declaró que McCall no se podría librar de este nuevo juicio alegando doble enjuiciamiento.
Fue juzgado de nuevo en Yankton (Territorio de Dakota) por el asesinato de Hickok, declarado culpable y ahorcado el 1 de marzo de 1877. Tras la ejecución se comprobó que nunca había tenido un hermano.

## Legado
El asesinato de Hickock y la captura de McCall está restablecida cada tarde de verano, excepto los lunes, en el Old Towne Hall, en Deadwood.

## Cultura actual
En la serie de televisión Deadwood, de HBO, McCall fue interpretado por Garret Dillahunt, que repitió su papel para la película Deadwood, también de  HBO, interpretando además a Francis Wolcott.